# 川勝重氏 (勘左衛門)
川勝 重氏（かわかつ しげうじ）は、江戸時代前期の旗本。知氏系重氏流川勝家の初代当主。

## 生涯
川勝知氏の嫡男として丹波に生まれた。慶長19年（1614年）召されて将軍徳川秀忠に仕え、大番に列した。同年、大坂冬の陣に供奉した。後に、蔵米300俵を給わり、旗本家を興した。家紋は桐に鳳凰、釘抜、五七桐。通し字は「広」。その後、幕奉行に転じた。
万治3年（1660年）11月2日に没した。年齢不詳。家督は長男の長氏が継いだ。
また、二男の広恒、三男の隆房、四男の隆尚も各々旗本家を興した。川勝広継の二男であった知氏の系統からは、4家の旗本家が出ているが全て川勝重氏（勘左衛門）の息子たちが興した（継いだ）ものである。